# Division nationale (Schach) 2013/14
Die Division nationale (Schach) 2013/14 war die höchste Spielklasse der luxemburgischen Mannschaftsmeisterschaft im Schach.
Meister wurde Cercle d'échecs Dudelange, der den Titelverteidiger De Sprénger Echternach auf den zweiten Platz verwies. Aus der Promotion d'honneur waren The Smashing Pawns Bieles und die zweite Mannschaft von Cercle d'échecs Dudelange aufgestiegen. Während Bieles den Klassenerhalt erreichte, musste Dudelanges zweite Mannschaft zusammen mit der zweiten Mannschaft von Le Cavalier Differdange absteigen. Zu den gemeldeten Mannschaftskadern siehe Mannschaftskader der Division nationale (Schach) 2013/14.

## Modus
Das Turnier war unterteilt in eine Vorrunde und eine Endrunde. Die acht teilnehmenden Mannschaften spielten zunächst ein einfaches Rundenturnier. Die ersten Vier spielten im Poule Haute um den Titel, die letzten vier im Poule Basse gegen den Abstieg. Über die Platzierung entschied zunächst die Summe der Mannschaftspunkte (2 Punkte für einen Sieg, 1 Punkt für ein Unentschieden, 0 Punkte für eine Niederlage), anschließend die Zahl der Brettpunkte (3 Punkte für einen Sieg, 2 Punkte für ein Remis, 1 Punkt für eine Niederlage, 0 Punkte für einen kampflose Niederlage). Für die Endplatzierung wurden sowohl die Punkte aus der Vorrunde als auch die Punkte aus der Endrunde berücksichtigt.

## Spieltermine
Die Wettkämpfe wurden ausgetragen am 22. September, 13. Oktober, 17. November, 15. Dezember 2013, 12. Januar, 2. und 9. Februar, 16. und 30. März und 27. April 2014.

## Vorrunde
Wie in den Vorjahren qualifizierten sich De Sprénger Echternach, Le Cavalier Differdange und Cercle d'échecs Dudelange für den Poule Haute, während Gambit Bonnevoie dem Aufsteiger The Smashing Pawns Bieles den Startplatz im Poule Haute überlassen musste.

### Abschlusstabelle
| Pl. | Verein                                       | Sp | G | U | V | MP   | Brett-P. |
| --- | -------------------------------------------- | -- | - | - | - | ---- | -------- |
| 01. | Cercle d'échecs Dudelange I. Mannschaft      | 7  | 7 | 0 | 0 | 14:0 | 135      |
| 02. | De Sprénger Echternach (M)                   | 7  | 5 | 1 | 1 | 11:3 | 132      |
| 03. | The Smashing Pawns Bieles (N)                | 7  | 4 | 1 | 2 | 9:5  | 129      |
| 04. | Le Cavalier Differdange I. Mannschaft        | 7  | 4 | 0 | 3 | 8:6  | 117      |
| 05. | Gambit Bonnevoie                             | 7  | 3 | 0 | 4 | 6:8  | 109      |
| 06. | Schachklub Turm a Sprénger Matt Schëffleng   | 7  | 2 | 1 | 4 | 5:9  | 96       |
| 07. | Cercle d'échecs Dudelange II. Mannschaft (N) | 7  | 0 | 2 | 5 | 2:12 | 89       |
| 08. | Le Cavalier Differdange II. Mannschaft       | 7  | 0 | 1 | 6 | 1:13 | 85       |

### Entscheidungen
|     | Teilnehmer am Poule Haute: Cercle d'échecs Dudelange I. Mannschaft, De Sprénger Echternach, The Smashing Pawns Bieles, Le Cavalier Differdange I. Mannschaft              |
|     | Teilnehmer am Poule Basse: Gambit Bonnevoie, Schachklub Turm a Sprénger Matt Schëffleng, Cercle d'échecs Dudelange II. Mannschaft, Le Cavalier Differdange II. Mannschaft |
| (M) | Meister der letzten Saison |
| (N) | Aufsteiger der letzten Saison |

### Kreuztabelle
| Ergebnisse | Ergebnisse                                 | 01. | 02. | 03. | 04. | 05. | 06. | 07. | 08. |
| ---------- | ------------------------------------------ | --- | --- | --- | --- | --- | --- | --- | --- |
| 01.        | Cercle d'échecs Dudelange I. Mannschaft    |     | 17  | 18  | 20  | 19  | 19  | 20  | 22  |
| 02.        | De Sprénger Echternach                     | 15  |     | 16  | 20  | 18  | 21  | 19  | 23  |
| 03.        | The Smashing Pawns Bieles                  | 14  | 16  |     | 14  | 19  | 24  | 22  | 20  |
| 04.        | Le Cavalier Differdange I. Mannschaft      | 12  | 12  | 18  |     | 12  | 21  | 23  | 19  |
| 05.        | Gambit Bonnevoie                           | 12  | 13  | 13  | 20  |     | 14  | 19  | 18  |
| 06.        | Schachklub Turm a Sprénger Matt Schëffleng | 12  | 11  | 8   | 11  | 18  |     | 16  | 20  |
| 07.        | Cercle d'échecs Dudelange II. Mannschaft   | 12  | 13  | 10  | 9   | 13  | 16  |     | 16  |
| 08.        | Le Cavalier Differdange II. Mannschaft     | 10  | 9   | 12  | 13  | 13  | 12  | 16  |     |

## Endrunde

### Poule Haute
Dudelange war mit drei Punkten Vorsprung in die Endrunde gegangen und sicherte sich durch zwei Siege vorzeitig den Titel.

#### Abschlusstabelle
| Pl. | Verein                                  | Sp | G | U | V | MP   | Brett-P. |
| --- | --------------------------------------- | -- | - | - | - | ---- | -------- |
| 01. | Cercle d'échecs Dudelange I. Mannschaft | 10 | 9 | 0 | 1 | 18:2 | 184      |
| 02. | De Sprénger Echternach (M)              | 10 | 8 | 1 | 1 | 17:3 | 189      |
| 03. | The Smashing Pawns Bieles (N)           | 10 | 5 | 1 | 4 | 11:9 | 173      |
| 04. | Le Cavalier Differdange I. Mannschaft   | 10 | 4 | 0 | 6 | 8:12 | 157      |

#### Entscheidungen
|     | Luxemburgischer Meister: Cercle d'échecs Dudelange I. Mannschaft |
| (M) | Meister der letzten Saison                                       |
| (N) | Aufsteiger der letzten Saison                                    |

#### Kreuztabelle
| Ergebnisse | Ergebnisse                              | 01. | 02. | 03. | 04. |
| ---------- | --------------------------------------- | --- | --- | --- | --- |
| 01.        | Cercle d'échecs Dudelange I. Mannschaft |     | 11  | 17  | 21  |
| 02.        | De Sprénger Echternach                  | 21  |     | 19  | 17  |
| 03.        | The Smashing Pawns Bieles               | 15  | 11  |     | 18  |
| 04.        | Le Cavalier Differdange I. Mannschaft   | 11  | 15  | 14  |     |

### Poule Basse
Auch die Abstiegsfrage war vor der letzten Runde bereits entschieden.

#### Abschlusstabelle
| Pl. | Verein                                       | Sp | G | U | V | MP   | Brett-P. |
| --- | -------------------------------------------- | -- | - | - | - | ---- | -------- |
| 05. | Gambit Bonnevoie                             | 10 | 6 | 0 | 4 | 12:8 | 165      |
| 06. | Schachklub Turm a Sprénger Matt Schëffleng   | 10 | 3 | 2 | 5 | 8:12 | 149      |
| 07. | Cercle d'échecs Dudelange II. Mannschaft (N) | 10 | 0 | 3 | 7 | 3:17 | 133      |
| 08. | Le Cavalier Differdange II. Mannschaft       | 10 | 1 | 1 | 8 | 3:17 | 124      |

#### Entscheidungen
|     | Absteiger in die Promotion d'honneur: Cercle d'échecs Dudelange II. Mannschaft, Le Cavalier Differdange II. Mannschaft |
| (N) | Aufsteiger der letzten Saison                                                                                          |

#### Kreuztabelle
| Ergebnisse | Ergebnisse                                 | 05. | 06. | 07. | 08. |
| ---------- | ------------------------------------------ | --- | --- | --- | --- |
| 05.        | Gambit Bonnevoie                           |     | 17  | 18  | 21  |
| 06.        | Schachklub Turm a Sprénger Matt Schëffleng | 15  |     | 16  | 22  |
| 07.        | Cercle d'échecs Dudelange II. Mannschaft   | 14  | 16  |     | 14  |
| 08.        | Le Cavalier Differdange II. Mannschaft     | 11  | 10  | 18  |     |

## Die Meistermannschaft
| 1.            | Cercle d'échecs Dudelange |
| Schachfiguren | Slavko Cicak, Anthony Wirig, Mustapha Nezar, Fred Berend, Elvira Berend, Anna Wagener, Udo Osieka, Viktoriya Schweitzer, Sebastian Tudorie, Hubert Mossong, Lucien Gaspar, Théid Klauner, Robert Ackermann, Dirk Koch, Alain Schartz, Roland Schilpp, Jean Guidoreni, Jean Schammo. |